# Olesya Rulin
Olesya Yurivna Rulin (rus: Олеся Юрьевна Рулина - Olesya Jurivna Rulin, *17. březen 1986, Moskva, Rusko, Sovětský svaz) je rusko-americká herečka, známá ze všech třech dílech dětského komedie Muzikál ze střední, kde si zahrála postavu Kelsi Nielsen. Objevila se také ve filmech jako Filmová hvězda (2008), Flying By (2009), Mery v očekávání (2010) a Rodinný víkend (2013).

## Životopis
Olesya Rulin, se narodila v březnu roku 1986 v Moskvě za dob Sovětského svazu v Rusku. Vyrůstala nedaleko Moskvy, ve městě Likhoslavl. Na počátku devadesátých let, její otec emigroval do Spojených států, o dva roky později ho celá jeho rodina i spolu s Olesya následovala a usadila se v Texasu a později v Utahu.
Když měla Olesya jedenáct let, její matka ji přihlásila na baletní kurz, aby si zlepšila postavení ve společnosti. Po čase si v tanec velmi oblíbila. Také umí hrát výborně na klavír, co předvedla ve všech třech částech filmu Muzikál ze střední.
Umí číst, psát a mluvit plynule rusky. Věnovala hodně času na charitativní účely, rozdala několik peněz pro zvířata, víceméně psů, kteří byli bez domova, a také věnovala pro charitu i nějaké její šaty.
Krátce před zahájením její herecké kariéry, brigádovala v menších obchůdcích, studovala ekonomómiu v Paříži a v roce 2005 absolvovala na West Jordan High School.

## Kariéra
Mezi její první filmy ve kterých si zahrála, patří Hon na psa (2001), kde si zahrála po boku herce Shia LaBeouf. Také se objevila v horrorovým thrillery Temná legenda 3 (2005) a až o rok (2006) se jí podařilo zviditelnit v muzikálové komedii Muzikál ze střední. O dost více prostoru získala v druhé části a také si svoji postavu nadějné klavíristky zopakovala i potřetí, v poslední části Muzikál ze střední 3: Maturitní ročník.
Po dotočení filmů Muzikál ze střední, se představila i po boku Jessicy Simpson, v komedii Filmová hvězda (2008). Ve stejném roce, se objevila i v dramatu Navěky silný a o rok později, si zahrála spolu s herečkou Heather Locklear v dramatu Flying By.
V roce 2010, si zahrála hlavní postavu ve filmu Mery v očekávání a v roce 2013 si zahrála dceru Kristen Chenoweth, v komedii Rodinný víkend.
Od roku 2015, hraje postavu jménem Callista Secor v akčním seriálu Powers.

## Filmografie

### Film
| Rok  | Název                                  | Role              | Poznámky            |
| ---- | -------------------------------------- | ----------------- | ------------------- |
| 2005 | Temná legenda 3                        | Mindy             |                     |
| 2005 | Mobsters and Mormons                   | Julie Jaymes      |                     |
| 2006 | Vampire Chicks with Chainsaws          | Sariah            |                     |
| 2007 | Americká kratochvíle                   | Cathy Reyes       |                     |
| 2007 | The Dance                              | Britney           |                     |
| 2008 | Navěky silný                           | Emily's Friend    |                     |
| 2008 | Filmová hvězda                         | Petrovich         |                     |
| 2008 | Muzikál ze střední 3: Maturitní ročník | Kelsi Nielsen     |                     |
| 2009 | Chuckle Boy                            | Assistant         | krátkometrážní film |
| 2009 | Flying By                              | Ellie             |                     |
| 2010 | Mery v očekávání                       | Mary              |                     |
| 2011 | Apart                                  | Emily Gates       |                     |
| 2011 | A Thousand Cuts                        | Melanie           |                     |
| 2013 | Rodinný víkend                         | Emily Smith-Dungy |                     |

### Televize
| Rok       | Název                      | Role                            | Poznámky                      |
| --------- | -------------------------- | ------------------------------- | ----------------------------- |
| 2001      | Hounded                    | dívka                           | televizní film                |
| 2001      | The Poof Point             | Annie                           | televizní film                |
| 2002      | Dotek anděla               | studentka střední školy         | díl: „Bring on the Rain“      |
| 2004      | Halloweenská střední       | Natalie                         | televizní film                |
| 2004      | Everwood                   | opilá dívka                     | díl: „No Sure Thing“          |
| 2006      | Muzikál ze střední         | Kelsi Nielsen                   | televizní film                |
| 2007      | Muzikál ze střední 2       | Kelsi Nielsen                   | televizní film                |
| 2009–2011 | Greek                      | Abby                            | vedlejší role, 10 dílů        |
| 2010      | Kriminálka Miami           | Andrea Williams                 | díl: „Nejdražší maminka“      |
| 2010      | Mentalista                 | Sam Starks                      | díl: „The Red Ponies“         |
| 2011      | V těle boubelky            | Mia Dalton                      | díl: „He Said, She Said“      |
| 2012      | Doteky osudu               | dívka v červených šatech        | díl: „Safety in Numbers“      |
| 2012      | Dirty Work                 | Bambi                           | díl: „Temporary Midnight“     |
| 2013      | Underemployed              | Pixie Dexter                    | 2 díly                        |
| 2014      | Námořní vyšetřovací služba | Kim Troutman                    | díl: „Stránka nenalezena“     |
| 2015–2016 | Powers                     | Calista Secor                   | hlavní role                   |
| 2015      | Noční směna                | Maya                            | díl: „Darkest Before Dawn“    |
| 2017      | Griffinovi                 | ruska Meg Griffin Double (hlas) | díl: „A House Full of Peters“ |